# 小行星5457
小行星5457（英語：5457 Queen's）是一颗围绕太阳公转的小行星。1980年10月9日，卡罗琳·舒梅克在帕洛马山发现了此天体。
这颗小行星的绝对星等为37.92794等。